# Dominikanerwitwe

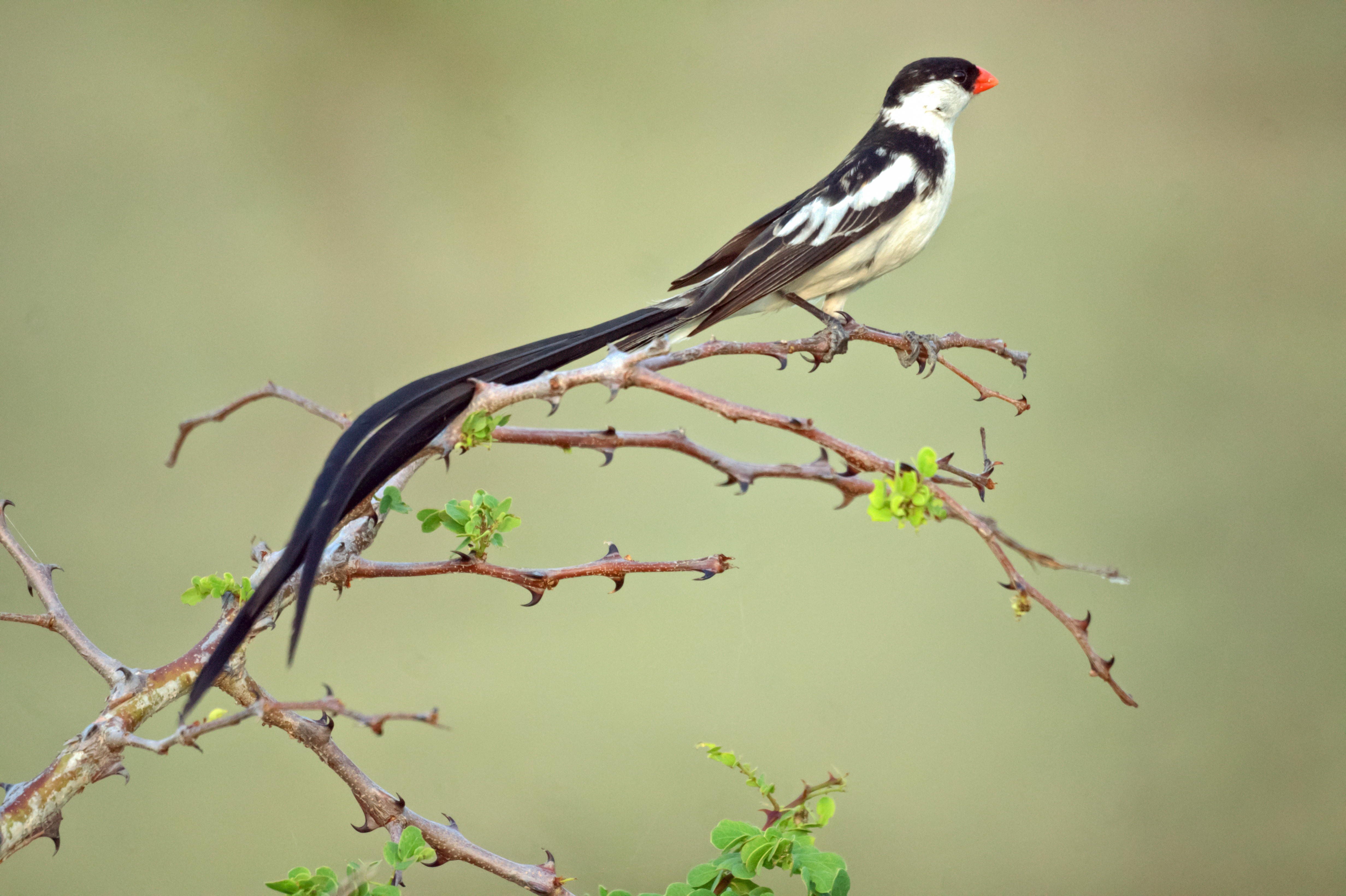
Dominikanerwitwe, Südafrika

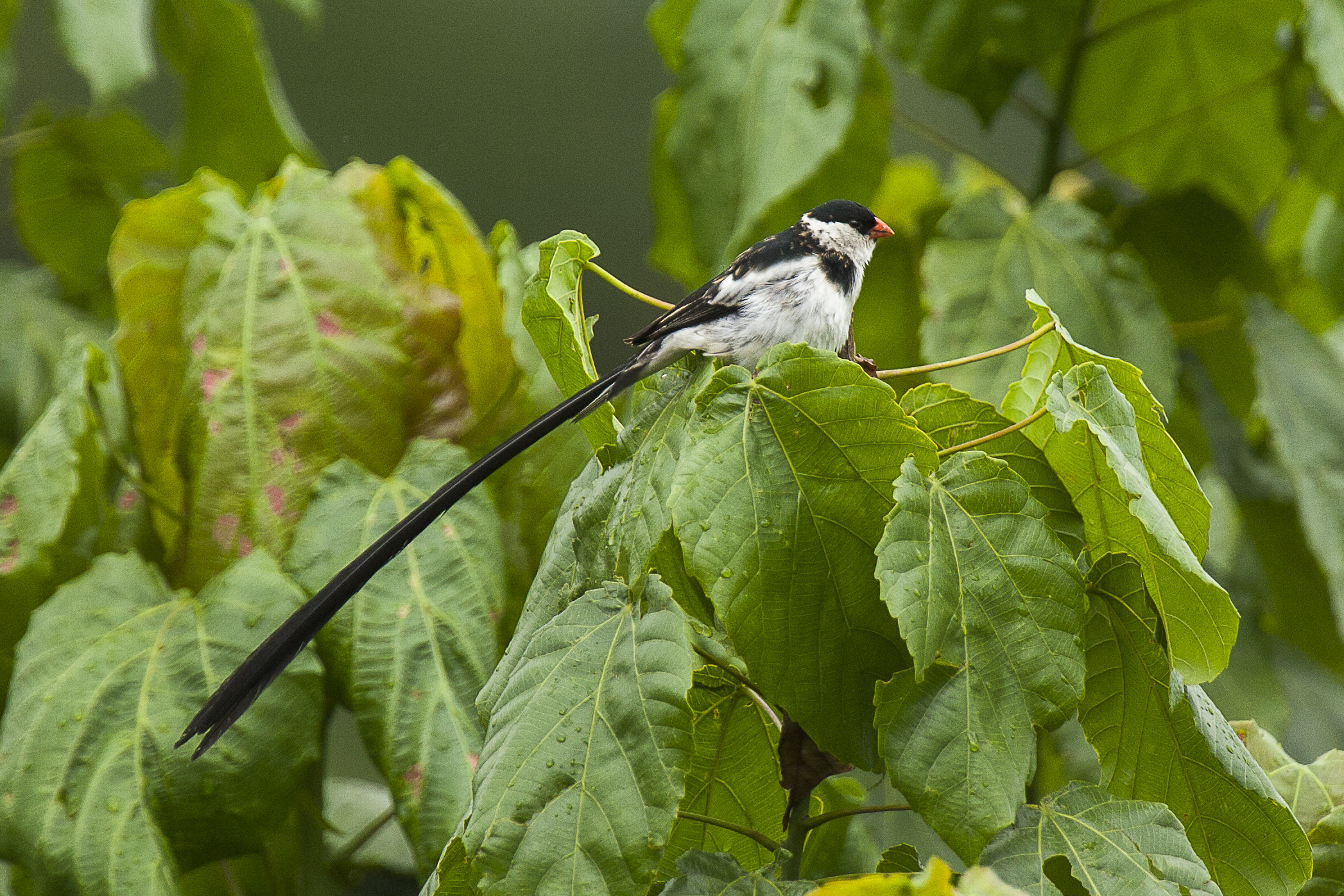
Männchen im Brutkleid, Uganda

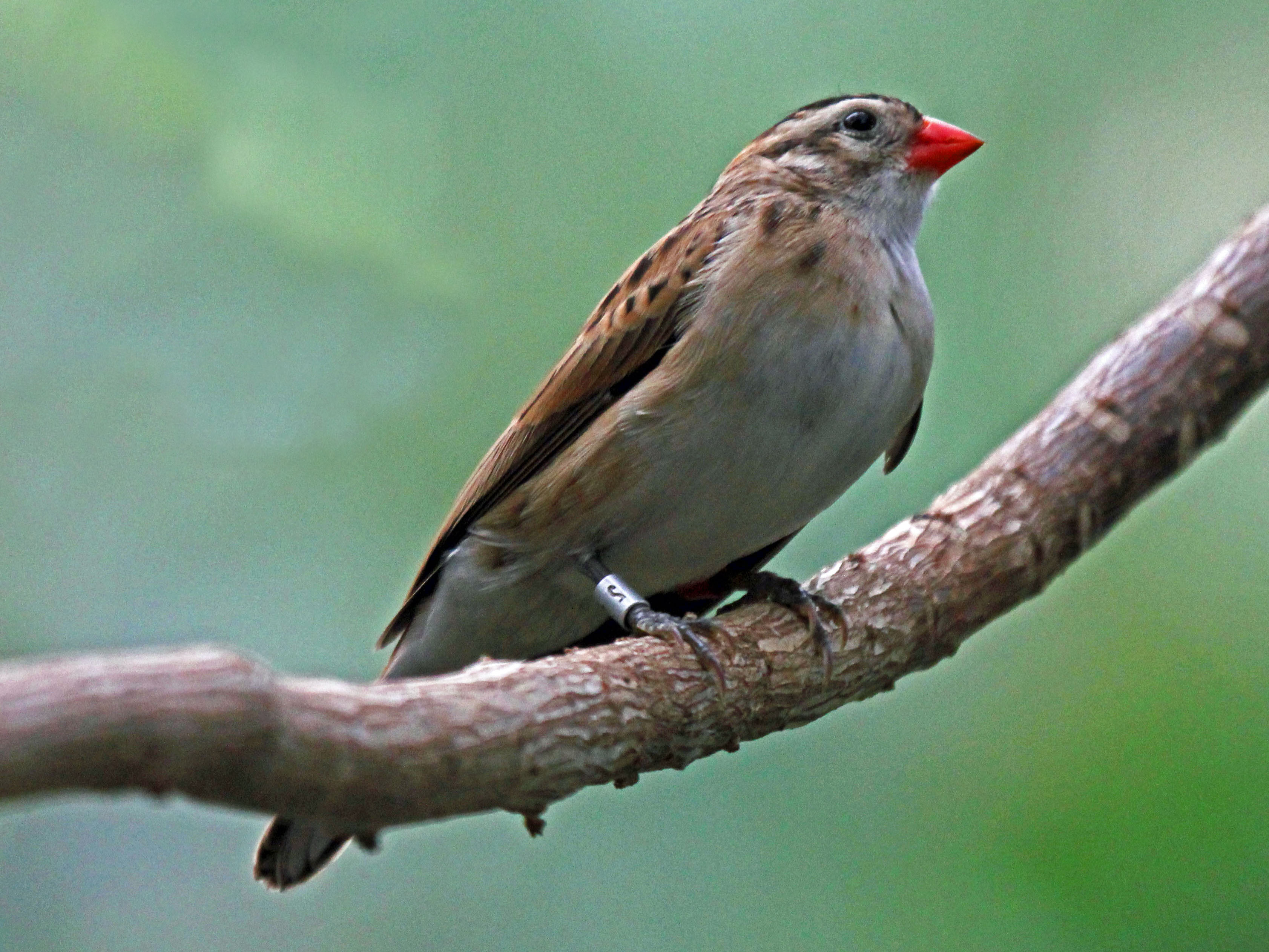
Männchen im Schlichtkleid außerhalb der Brutzeit

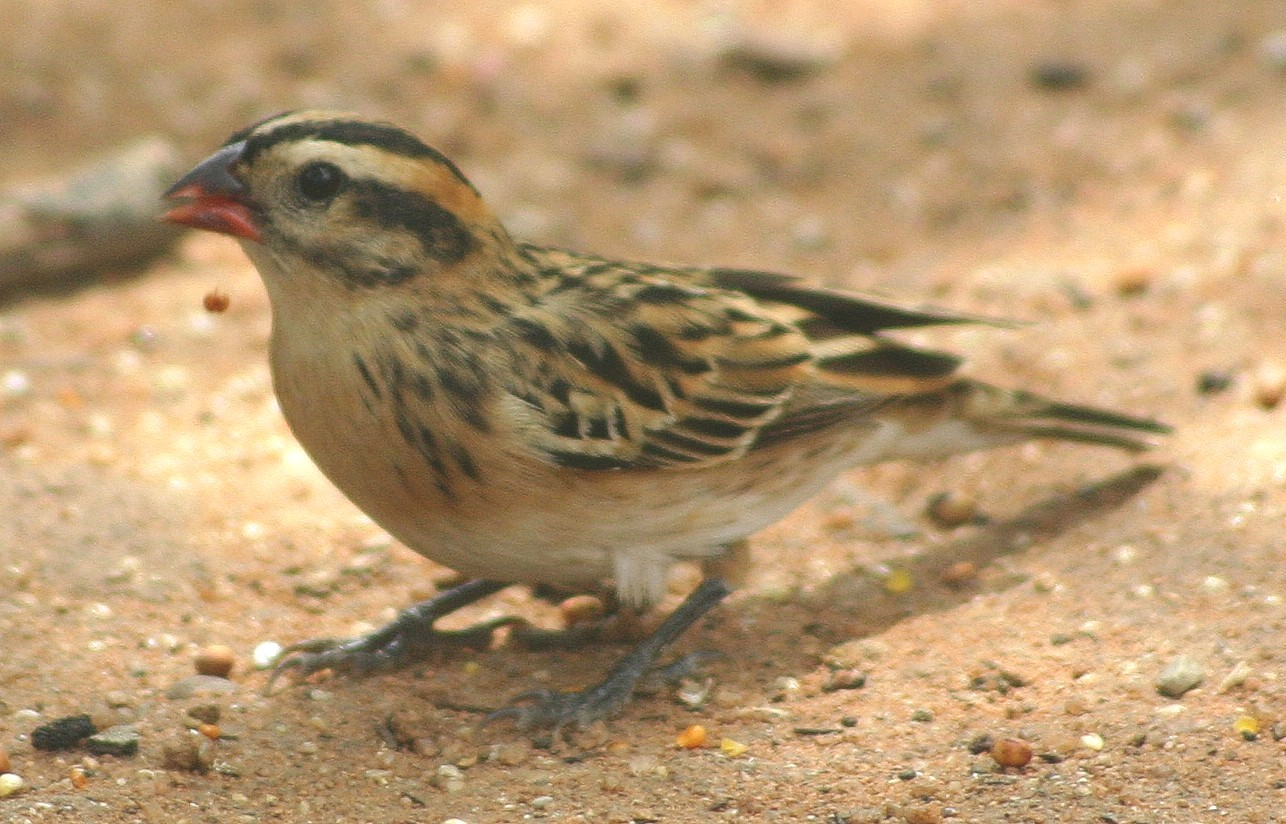
Weibchen während der Brutzeit

Die Dominikanerwitwe (Vidua macroura) ist eine in Afrika beheimatete Vogelart aus der Familie der Witwenvögel (Viduidae), bei denen das Männchen in der Fortpflanzungszeit vier stark verlängerte Steuerfedern hat.
Wie für Witwenvögel typisch ist die Dominikanerwitwe ein obligater Brutschmarotzer, der seinen Nachwuchs von Wirtsvögeln groß ziehen lässt.
Die Bestandssituation der Dominikanerwitwe wurde 2016 in der Roten Liste gefährdeter Arten der IUCN als „Least Concern (LC)“ = „nicht gefährdet“ eingestuft.

## Merkmale
Dominikanerwitwen haben eine Körperlänge von 12,5 bis 13 Zentimeter. Im Prachtkleid weist das Männchen stark verlängerte Schwanzfedern auf, so dass er dann eine Körperlänge von bis zu 34 Zentimeter hat. Die Flügellänge beträgt 6,4 bis 7,5 Zentimeter. Weibchen wiegen im Durchschnitt 14,4 Gramm, die Männchen durchschnittlich 15,9 Gramm.
Der Geschlechtsdimorphismus ist während der Fortpflanzungszeit stark ausgeprägt. Die Körperoberseite der Männchen ist glänzend schwarz, die Körperunterseite ist weiß. Die Beine des Männchens sind grauschwarz, der Schnabel ist pink bis leuchtend rot. Am auffallendsten sind die verlängerten mittleren vier Steuerfedern, die spitz auslaufen. Das Weibchen und das Männchen im Ruhekleid sind dagegen ähnlich einem Sperling gefärbt. Das Männchen hat auch außerhalb der Fortpflanzungszeit eine pinkfarbenen oder leuchtend roten Schnabel. Bei den Weibchen ist während der Fortpflanzungszeit der Oberschnabel schwärzlich, dagegen außerhalb der Fortpflanzungszeit rotbraun. Jungvögel ähneln dem Weibchen, ihr Gefieder sind jedoch grauer und nicht so klar kastanienbraun und isabellfarben wie beim Weibchen beziehungsweise beim Männchen im Schlichtkleid.
Verwechselungsmöglichkeiten bestehen mit der Königswitwe, einem gleichfalls in Subsahara-Afrika verbreiteten Witwenvogel. Die Männchen beider Arten weisen im Brutkleid eine ähnliche Verteilung von  schwarzem Körpergefieder auf. Das einfachste Unterscheidungsmerkmal ist, dass die verlängerten Steuerfedern der Dominikanerwitwe spitz auslaufen. Die verlängerten Steuerfedern der Königswitwe sind dagegen am Ende spatelförmig verbreitert. Die Körperunterseite der Königswitwe ist außerdem gelb.

## Verbreitungsgebiet und Lebensraum
Das Verbreitungsgebiet der Dominikanerwitwe reicht von Senegal und Sudan bis nach Südafrika. Sie ist damit in fast ganz Afrika südlich der Sahara verbreitet.
Die Dominikanerwitwe kommt in einer Reihe sehr unterschiedlicher Lebensräume vor, darunter auch Savannen und Grasland. Grundsätzlich präferiert diese Art offenes, von Gräsern dominierte Gebiete, die einzelne Bäume und Büsche aufweisen. Besonders präferiert sind dabei solche Gebiete, die sich in Gewässernähe befinden. Die Dominikanerwitwe ist außerdem auch auf Waldlichtungen und entlang von tropischen Flüssen anzutreffen. Sie kommt auch auf Agrarflächen und in Gärten vor.
Die Höhenverbreitung reicht von den Tiefebenen auf Höhe des Meeresspiegels bis zu Höhenlagen von 2250 Meter. Oberhalb von 1800 Höhenmeter ist sie jedoch kein häufiger Vogel.

## Lebensweise

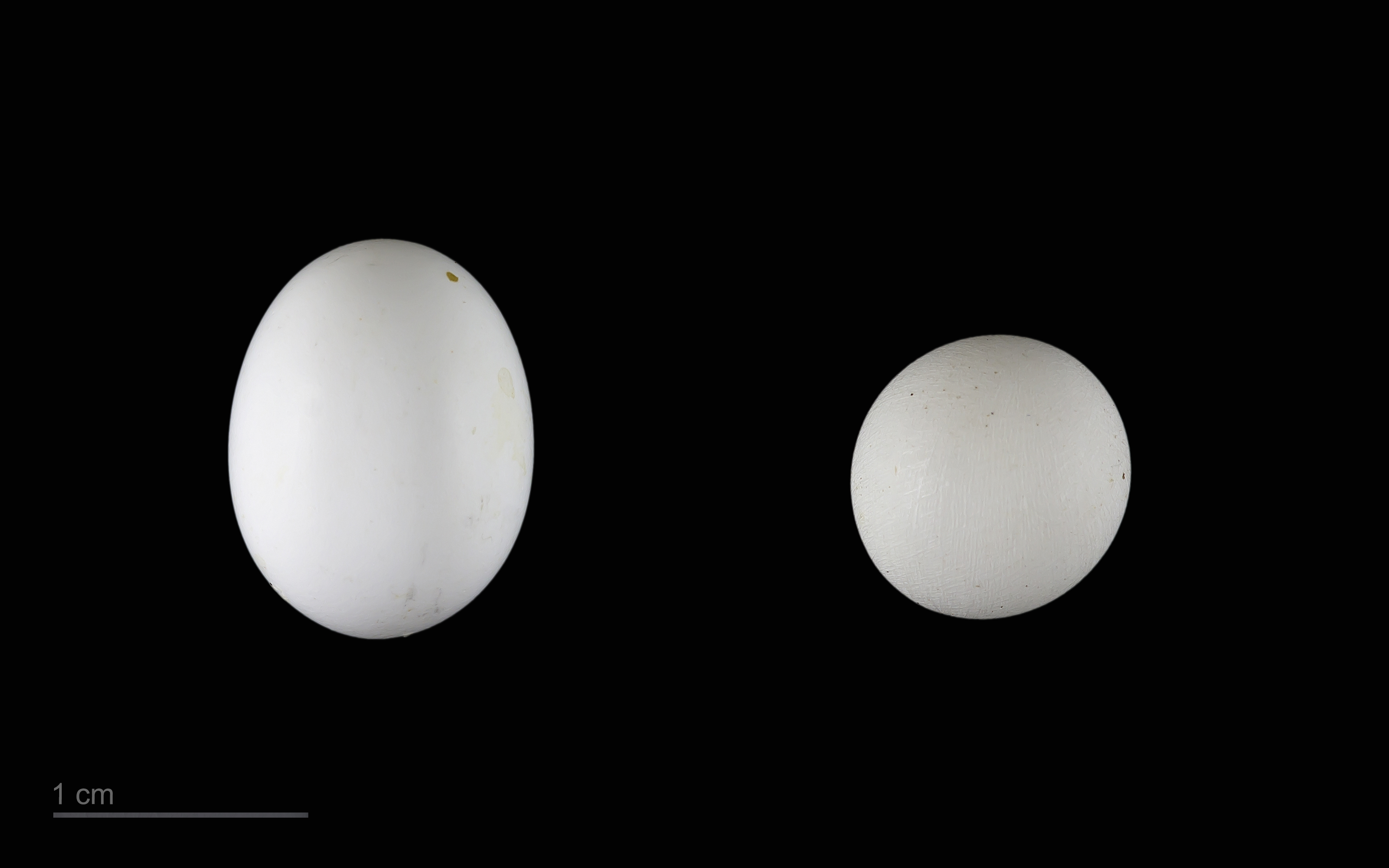
Links: Vidua macroura rechts: Lonchura cucullata, Sammlung Museum von Toulouse

Die Dominikanerwitwe gehört zu den Vögeln, die ihren Nachwuchs immer durch artfremde Vögel großziehen lassen, und zählt damit zu den obligaten Brutschmarotzern. Wie alle Witwenvögel parasitiert die Dominikanerwitwe ausschließlich Arten aus der Familie der Prachtfinken. Sie legen jeweils nur ein Ei in das Nest ihrer Wirtsvögel.  Anders als der in Mitteleuropa vorkommende Kuckuck und zahlreiche weitere brutschmarotzende Kuckucke werfen Nestlinge der Dominikanerwitwe weder Eier ihrer Wirtseltern noch deren Nestlinge aus dem Nest. Es kommt auch zu keiner Verdrängungskonkurrenz mit den Nestlingen der Wirtsvögel. Der Nestling wächst vielmehr gemeinsam mit den Nestlingen der Wirtsvogeleltern auf. Bislang ist noch nicht abschließend untersucht, wie lange die Eier der Dominikanerwitwe bis zum Schlupf der Nestlinge bebrütet werden müssen. Die Brutdauer bei den Wirtsvögeln beträgt 11 bis 12 Tage.
Als wichtigster Wirtsvogel gilt der  Wellenastrild, der eine Körperlänge von bis zu 13 Zentimeter erreicht. Die Jungvögel der Dominikanerwitwe weisen entsprechend auch dasselbe Rachenmuster auf wie der Wellenastrild.
Das Goldbrüstchen, das eine Körperlänge von bis zu zehn Zentimeter erreicht und ebenfalls weiträumig südlich der Sahara verbreitet ist, ist zumindest in einigen Regionen des Verbreitungsgebietes der Dominikanerwitwe ein weiterer wichtiger Wirtsvogel. Orangebäckchen, Grauastrild, Anambraastrild und Sumpfastrild haben nur regional als Wirtsvogel eine Bedeutung.

## Dominikanerwitwe als Ziervogel
Wegen des prächtigen Balzkleides werden Dominikanerwitwen gelegentlich als Ziervögel gehalten. Um sie erfolgreich zu züchten, ist eine Volierenhaltung mit mehreren Paaren der Wirtsvögel notwendig.

## Einzelbelege
1. ↑  
Vidua macroura in der Roten Liste gefährdeter Arten der IUCN 2016. Eingestellt von: BirdLife International, 2016. Abgerufen am 29. Januar 2018.
2. ↑  Johnsgard: The Avian Brood Parasites. S. 308.
3. 1 2 3  Johnsgard: The Avian Brood Parasites. S. 309.
4. ↑  Johnsgard: The Avian Brood Parasites. S. 306.
5. ↑  Johnsgard: The Avian Brood Parasites. S. 310.